# Cape Laurens
Cape Laurens är en udde på ön Heard Island i Heard- och McDonaldöarna (Australien). Den ligger på halvön Laurens Peninsula.